# Louis Archambaud de Douglas
Pour l’article homonyme, voir Archambaud.
Louis Archambaud de Douglas est un homme politique français né le 16 mars 1758 à Montréal (Canada) et mort le 22 février 1842 à Montréal (Ain).

## Biographie
Appartenant à une vieille famille de la noblesse écossaise, il naît au Canada, où son père sert dans le régiment de Languedoc. Officier de dragons, il est conseiller général de l'Ain sous le Premier Empire et député de l'Ain de 1815 à 1816, siégeant dans la majorité de la Chambre introuvable.

## Sources
« Louis Archambaud de Douglas », dans Adolphe Robert et Gaston Cougny, Dictionnaire des parlementaires français, Edgar Bourloton, 1889-1891 [détail de l’édition]